# San Bernardo (Uruguay)
San Bernardo, auch Viejo Molino,  ist eine Ortschaft in Uruguay.

## Geographie
San Bernardo befindet sich auf dem Gebiet des Departamento Canelones in dessen Sektor 27. Der Ort liegt rund einen Kilometer nördlich von Pando und südlich von Jardines de Pando und Estanque de Pando.

## Infrastruktur
Durch den Ort führt die Ruta 75.

## Einwohner
Die Einwohnerzahl von San Bernardo beträgt 456 (Stand 2011).
| Jahr | Einwohner |
| ---- | --------- |
| 1963 | -         |
| 1975 | -         |
| 1985 | 311       |
| 1996 | 231       |
| 2004 | 471       |
| 2011 | 456       |

Quelle: Instituto Nacional de Estadística de Uruguay